# Olietrykslampe
En olietrykslampe er en advarselslampe på instrumentbrættet i en bil eller andet køretøj, som advarer føreren hvis olietrykket i motorens smøresystem er for lavt. Normalt er ethvert køretøj med firetaktsmotor udstyret med en sådan advarselslampe. Hvis lampen lyser konstant er man nødt til at reagere omgående, da motoren ellers kan ødelægges alvorligt på kort tid.

## Forhold og mulige årsager til at kontrollampen tændes
- Lyser konstant
  - Oliestand alt for lav
  - Oliepumpe defekt
  - Olietrykskontakt eller ledninger til denne defekte

- Blinker eller lyser ved kurvekørsel, opbremsning eller acceleration
  - Oliestand for lav

- Blinker eller lyser ved lavt omdrejningstal
  - Motor meget varm (overophedet)
  - Forkert olieviskositet (for tynd)
  - Ved ny olietrykskontakt: forkert type
  - Løs forbindelse i ledningen eller kombiinstrumentet

- Lyser ikke eller blinker ved tilsluttet tænding og standset motor
  - Olietrykslampe defekt
  - Olietrykskontakt defekt

- En tidligere motoroverophedning kan have beskadiget olietrykskontakten